# Cadarache
Cadarache és un centre d'estudis nuclears creat el 1959 per la CEA (Commissariat à l'Énergie Atomique), a la localitat occitana de Sant Pau de Durènça a Bouches-du-Rhône (França) sobre un terreny de 1625 hectàrees.
El 2005 va ser escollit per servir d'emplaçament a la construcció de l'ITER (International Thermonuclear Experimental Reactor, en català Reactor Experimental Termonuclear Internacional).